# José Luis Acuña
José Luis Acuña (25 de octubre de 2002) es un deportista argentino que compite en taekwondo. Ganó una medalla de bronce en los Juegos Panamericanos de 2023, en la categoría de –68 kg.

## Palmarés internacional
| Juegos Panamericanos | Juegos Panamericanos | Juegos Panamericanos | Juegos Panamericanos |
| Año                  | Lugar                | Medalla              | Categoría            |
| -------------------- | -------------------- | -------------------- | -------------------- |
| 2023                 | Santiago (Chile)     | Medalla de bronce    | –68 kg               |